# Lena Ekman Frisk
Lena Maria Ekman Frisk, född 28 april 1962 i Hedvig Eleonora församling, Stockholms stad, är en svensk kördirigent och musikpedagog.

## Biografi
Ekman Frisk är utbildad vid Musikhögskolan i Malmö, där hon studerade bland annat för professor Dan-Olof Stenlund.
Hon är verksam som universitetslektor i körsång/körledning vid Musikhögskolan i Malmö samt doktorand i musikpedagogik med inriktning körmusik. Hon dirigerar Damkören vid Musikhögskolan i Malmö, en kör som hon grundade 2011. Kören har spelat in tre CD-skivor, och verksamheten präglas av konsertsamarbeten med musikhögskolestudenter samt regelbundna uruppföranden av ny körmusik. Kören fick ett gulddiplom 2016 i Gdansk International Choir Festival.
Sedan 2003 dirigerar Ekman Frisk Christianstads Motettkör. A cappella-konserter framförs regelbundet och produktioner spelas ofta med Christianstads Symfoniker, exempelvis Orffs Carmina Burana, Rutters Magnificat, Jenkins The Armed Man, Mozarts Requiem, Puccinis Messa di Gloria och Lindbergs Requiem ihop med Monday Night Big Band. Vid Warszawas internationella körtävling 2007 tog kören en förstaplats i klassen blandade vuxenkörer.
Tidigare har hon arbetat bland annat som körpedagog i Kristianstads Musikklasser, som föreståndare vid Körcentrum Syd och som dirigent för Husets Kör i Malmö. Hon var aktiv som ordförande i Föreningen Sveriges Körledare, och hon medverkade som körledare i Sveriges Televisions realityserie Den sjungande trappuppgången 2012. Läsåret 2005 – 2006 undervisade hon vid College of Musical Arts, Bowling Green State University, Ohio, USA. Där ledde hon University Women's Chorus samt undervisade i dirigering, repertoar och körmetodik. 2012 blev Lena Ekman Frisk mottagare av Madeleine Ugglas körledarstipendium. Hon anlitas som gästpedagog hos olika körer samt som jurymedlem i internationella körtävlingar, exempelvis Interkultur.